# بالگردگاه کومیت
بالگردگاه کومیت (به انگلیسی: Kuummiit Heliport) یک فرودگاه همگانی است . این فرودگاه در کشور گرینلند قرار دارد و در ارتفاع ۲۷ متری از سطح دریا واقع شده است.